# DFM
DFM (раніше Динаміт FM) — російська музична комерційна танцювальна радіостанція. Почала своє мовлення 1 липня 2000 року у Москві і Єкатеринбурзі.

## Історія радіостанції
Мовлення радіостанції почалося 1 липня 2000 року в Москві на частоті 101,2 МГц, купленої власниками «Динаміт FM», «Русскою медіагрупою», у «Радіо 101», а також в Єкатеринбурзі.
З 2001 по 2005 рік, щовесни, радіостанція була організатором Міжнародного фестивалю танцювальної музики «Бомба року» (у 2005 «Бум року»). В цей же час радіостанція почала активно освоювати регіональний ефір, зокрема, з 4 вересня 2002 року вона веде мовлення в Санкт-Петербурзі.
Одними з перших ведучих радіо Динаміт були: DJ Ігор Кокс, DJ Цепа, DJ Кет, а так само Микита Бєлов та Ірина Леденець, раніше працювали на Русском радіо. З 2001 року в ефірі по неділях з 20: 00 до 00:00 виходило «Танцювальне шоу з Марселем Гонсалесом». З вересня 2002 року танцювальне шоу отримало назву «Таємниця океанів», і другим ведучим програми став Гліб Дєєв, який при цьому, як і його співведучий, залишався діджеєм Русського радіо. Після відходу Марселя Гонсалеса і Гліба Дєєва з ефіру обох радіостанцій шоу «таємниця океанів» припинило своє існування.
У зв'язку з падаючими рейтингами, в серпні 2005 року новим програмним директором радіостанції був призначений Ілля Єфімов. З 15 серпня 2005 року формат радіостанції був скоректований, в ефірі з'явилися зарубіжні GOLD хіти, також скоротилася кількість реміксів, які були замінені на оригінальні версії.
З вересня 2005 радіостанція отримала нову скорочену назву «DFM», у всіх джинглах крім основного бренду «Динаміт FM» стала звучати приставка «DFM». Також був оновлений логотип.
У жовтні 2005 оформлення ефіру було повністю оновлено. Використання подвійної назви «Динаміт-DFM» продовжилося. Формат зазнав подальшого коригування: в ефірі скоротилася кількість російських треків, що звучать в годині, ремікси на російськомовні хіти здебільшого були замінені на оригінали.
З 3 березня 2006 радіостанція була повністю перейменована в «DFM». Оновилося оформлення, що виключає будь-яку згадку назви «Динаміт». Оновився логотип, була прибрана приписка DINAMIT. Формат був знову скоректований, в ефірі стало звучати більше r'n'b і реп-хітів. З'явилася рубрика Gold D Hit в кінці години, де стали звучати відомі танцювальні мелодії 1980-х — 1990-х років.
З полудня 1 січня 2007 ефір неофіційно розділився на регіональний і столичний. У регіональному ефірі переважає танцювальна музика, в столичному переважає R'n'B. В серпні 2007 програмним директором регіональної версії DFM був призначений Ігор Азовський, програмним директором Московської версії залишався Ілля Єфімов.
24 грудня 2007 плей-лист регіонального та Московського ефірів став однаковим. Всі треки, що грають в регіональному ефірі, стали грати і в Московській версії DFM. Це пов'язано з призначенням на посаду програмного директора DFM — Ігоря Азовського, який до цього керував регіональною версією DFM.
2 червня 2008 року ефір був повністю об'єднаний. В цей же день повністю змінилося оформлення ефіру. Нове оформлення створювалося спільно з відомою в Європі голландською продакшн-компанією VHU Europe. Всі нові джингли містять основний слоган станції, взятий з пісні Bob Sinclar — Rock This Party — Everybody Dance Now.
Червень 2010 року — на честь 10-річчя радіостанції в ефірі знову з'явилися джингли «Радіо Динаміт-DFM».
1 травня 2013 року — радіостанція DFM змінила звичний логотип, на новий.
12 червня 2014 року в День Росії був змінений слоган на Dance Russia Dance Now (#дэнсрашадэнснау)
2015 рік — на честь 15-річчя були проведені великий Дискач DFM і Дискач 90-х DFM.
31 січня 2017 був представлений новий логотип. Дизайнери креативного агентства 2sharp повністю змінили форм-фактор знака, зберігши фірмові кольори станції — жовтий, чорний і насичений рожевий. Головною притягує увагу фішкою нового логотипу стала оптична ілюзія у вигляді перевернутої літери «F». Сам логотип став більш сучасним і мінімалістичним, в ньому чітко читається назва радіо — DFM. Оновлений лого символізує яскраву індивідуальність бренду, різноманітність музичних стилів DFM і збирає їх воєдино. Логотип-трансформер відмінно виглядає на будь-яких носіях і дає воістину невичерпний простір для використання.
З  14 лютого 2020 року радіостанція змінила музичний формат: в ефірі, вперше з часів Динаміт FM, стала переважати російська танцювальна музика в реміксах, скоротилося звучання зарубіжних танцювальних хітів в одній годині, нічний ефір залишився колишнім.
1 червня 2020 була запущена нова версія сайту радіостанції. Також оновився ефірний одяг.
З 5 грудня 2020 змінилося співвідношення російськомовних і зарубіжних треків у співвідношенні 48 %/52% (12 російських треків і 13 зарубіжних).
З 5 червня 2021 співвідношення російськомовних і зарубіжних треків знову змінилося і стало 36 %/64% відповідно. Тепер з 25 треків 9 це росіяни і 16 зарубіжні.
З кінця 2021 року співвідношення зарубіжних та російськомовних треків — 99 %/1% (24 зарубіжні та 1 російськомовні). Також з'явилися ексклюзивні ремікси на світові поп та EDM-хіти минулих років.
З лютого 2022 року з нічного ефіру DFM були прибрані всі подкасти діджеїв, тепер з понеділка по суботу з 21:00 до 0:00 іде тільки радіошоу Dancehall з хаус-музикою, а в неділю в аналогічний час — прогресив-хаус шоу «Insommnia» хронометраж якого збільшився з 1 години до 3-х.
Середньостатистична аудиторія радіостанції-люди у віці від 16 до 35 років. Щодня «DFM» прослуховують понад мільйон людей.